# Trilema
Um trilema é uma escolha difícil entre três opções, cada uma das quais é, pelo menos à primeira vista, inaceitável ou desfavorável.
Há duas formas, logicamente equivalentes, de expressar um trilema: como uma escolha entre três opções desfavoráveis, das quais alguma tem de ser aceita, ou como uma escolha entre três opções favoráveis, das quais apenas duas podem ser conciliadas simultaneamente.
O termo é uma extensão de dilema, palavra muito mais antiga que denota uma escolha entre duas alternativas difíceis ou desfavoráveis.
O mais antigo uso registrado do termo vem do pregador britânico Philip Henry em 1672, seguido, aparentemente de forma independente, pelo pregador Isaac Watts em 1725.

## O Trilema de Münchhausen
Em teoria do conhecimento o Trilema de Münchhausen é um termo filosófico criado para ressaltar a impossibilidade de se provar qualquer verdade segura mesmo nos campos da lógica e da matemática.  Seu nome refere-se a uma antiga demonstração lógica do filósofo alemão Hans Albert.
Esta demonstração consiste do seguinte: Das únicas três possíveis tentativas de obter uma justificativa segura, todas falham:
1. Todas as justificativas em busca de conhecimento seguro também tem de justificar os meios de sua própria justificativa, caindo portanto em regressão infinita.
2. Pode-se recorrer à auto-evidência, ou ao bom senso, ou aos princípios fundamentais do discurso ex cathedra ou a qualquer outra evidência, mas ao fazê-lo abandona-se o objetivo de encontrar justificativas seguras.
3. O terceiro ramo do trilema é a aplicação de um argumento circular, e portanto inválido.

## O Trilema de Žižek
O “Trilema de Žižek” é um formulado humorístico sobre a incompatibilidade de certas virtudes pessoais sob uma estrutura ideológica restritiva.  Atribuído ao filósofo Slavoj Žižek, embora o mesmo o cite tendo autoria anônima:

Não podemos aqui deixar de lembrar uma espirituosa fórmula para a vida sob um regime comunista rígido: das três características - honestidade pessoal, apoio sincero ao regime e inteligência - era possível combinar apenas duas, nunca todas as três.  Quando se era honesto e participativo, não se era muito brilhante; quando se era brilhante e participativo, não se era honesto; se alguém era honesto e brilhante, não era participativo.